# Primera categoria del Campionat de Catalunya de futbol 1920-1921
Resultats de la lliga de Primera categoria del Campionat de Catalunya de futbol 1920-1921.

## Sistema de competició
La competició, anomenada Primera Categoria A, va ser disputada per 6 equips en un grup únic. El primer classificat es proclamà campió de Catalunya i es classificà per disputar el Campionat d'Espanya. El sisè classificat disputà la promoció de descens.

## Classificació final
| Pos | Equip            | PJ | PG | PE | PP | GF | GC | DG | Pts | Classificació |
| --- | ---------------- | -- | -- | -- | -- | -- | -- | -- | --- | ------------- |
| 1   | FC Barcelona (C) | 10 | 6  | 3  | 1  | 17 | 10 | +7 | 15  | Campió        |
| 2   | CE Europa        | 10 | 3  | 5  | 2  | 18 | 13 | +5 | 11  |               |
| 3   | RCD Espanyol     | 10 | 5  | 1  | 4  | 15 | 16 | −1 | 11  |               |
| 4   | FC Internacional | 10 | 3  | 3  | 4  | 8  | 13 | −5 | 9   |               |
| 5   | CE Sabadell      | 10 | 2  | 4  | 4  | 19 | 16 | +3 | 8   |               |
| 6   | FC Espanya (R)   | 10 | 2  | 2  | 6  | 9  | 18 | −9 | 6   | Promoció      |

El FC Barcelona es proclamà campió. El FC Espanya disputà la promoció per la permanència. Es disputà un partit de desempat entre Espanyol i Europa per decidir la segona posició que acabà amb empat, declarant-se la segona posició compartida per ambdós clubs.
| RCD Espanyol   | 2 -2 | CE Europa       |
| -------------- | ---- | --------------- |
| Loredo · Torra |      | Alegre · Alegre |

 Camp del FC Espanya, Barcelona

## Resultats
| Primera volta | Primera volta | Primera volta             | Primera volta |
| Jornada       | Data          | Local - Visitant          | Resultat      |
| ------------- | ------------- | ------------------------- | ------------- |
| 1             | 10-10-1920    | Barcelona - Sabadell      | 4-2           |
| 1             | 10-10-1920    | Espanyol - Internacional  | 2-0           |
| 1             | 10-10-1920    | Europa - Espanya          | 3-1           |
| 2             | 17-10-1920    | Barcelona - Espanyol      | 2-0           |
| 2             | 17-10-1920    | Espanya - Sabadell        | 1-1           |
| 2             | 17-10-1920    | Europa - Internacional    | 0-0           |
| 3             | 24-10-1920    | Europa - Barcelona        | 1-1           |
| 3             | 24-10-1920    | Espanya - Internacional   | 0-1           |
| 3             | 24-10-1920    | Sabadell - Espanyol       | 1-2           |
| 4             | 14-11-1920    | Internacional - Barcelona | 2-2           |
| 4             | 14-11-1920    | Espanyol - Espanya        | 2-1           |
| 4             | 14-11-1920    | Sabadell - Europa         | 2-2           |
| 5             | 21-11-1920    | Espanya - Barcelona       | 0-2           |
| 5             | 21-11-1920    | Espanyol - Europa         | 3-2           |
| 5             | 21-11-1920    | Internacional - Sabadell  | 1-0           |
|               |               |                           |               |

| Segona volta | Segona volta | Segona volta              | Segona volta |
| Jornada      | Data         | Local - Visitant          | Resultat     |
| ------------ | ------------ | ------------------------- | ------------ |
| 6            | 28-11-1920   | Sabadell - Barcelona      | 1-1          |
| 6            | 28-11-1920   | Internacional - Espanyol  | 0-0          |
| 6            | 28-11-1920   | Espanya - Europa          | 1-1          |
| 7            | 12-12-1920   | Espanyol - Barcelona      | 1-2          |
| 7            | 12-12-1920   | Sabadell - Espanya        | 3-0          |
| 7            | 12-12-1920   | Internacional - Europa    | 1-3          |
| 8            | 16-01-1921   | Barcelona - Europa        | 2-1          |
| 8            | 16-01-1921   | Internacional - Espanya   | 3-0          |
| 8            | 16-01-1921   | Espanyol - Sabadell       | 3-2          |
| 9            | 23-01-1921   | Barcelona - Internacional | 1-0          |
| 9            | 23-01-1921   | Espanya - Espanyol        | 3-2          |
| 9            | 23-01-1921   | Europa - Sabadell         | 2-2          |
| 10           | 30-01-1921   | Barcelona - Espanya       | 0-2          |
| 10           | 30-01-1921   | Europa - Espanyol         | 3-0          |
| 10           | 13-02-1921   | Sabadell - Internacional  | 5-0          |
|              |              |                           |              |

## Golejadors
| Gols |                   |              |
| ---- | ----------------- | ------------ |
| 9    | Enric Alegre      | CE Europa    |
| 6    | Paulino Alcántara | FC Barcelona |
| 5    | Nogués            | CE Europa    |
| 4    | Francesc Domènech | CE Sabadell  |
| 4    | Casimir Mallorquí | RCD Espanyol |
| 3    | Francesc Cabedo   | CE Sabadell  |
| 3    | Lluís Blanco      | RCD Espanyol |
| 3    | Ramon Sotillos    | CE Europa    |
| 3    | Vicenç Martínez   | FC Barcelona |
| 3    | Roca              | FC Espanya   |
|      |                   |              |

Notes
- Segons la premsa de l'època que es consulti els golejadors poden variar i en alguns casos poden no ser esmentats, per la qual cosa la classificació pot contenir errors.

## Promoció de descens
L'Avenç de l'Sport, campió de la Primera B, disputà la promoció enfront del FC Espanya, darrer de Primera A, prenent-se la revenja de la temporada anterior i assolint l'ascens de categoria.
| FC Espanya | 0 - 3 | Avenç de l'Sport          |
| ---------- | ----- | ------------------------- |
|            |       | Casapuig · Bordas · Vilar |

 Camp del CE Europa, Barcelona
| FC Espanya | 0 - 1 | Avenç de l'Sport |
| ---------- | ----- | ---------------- |
|            |       | Cabrera          |

 Camp del FC Internacional, Barcelona